# Tres faciunt collegium
Tres faciunt collegium je známé latinské přísloví, v doslovném překladu „tři tvoří spolek“. Znamená, že k vytvoření plnohodnotného společenství, spolku či jiné korporace je potřeba, aby se sešli alespoň tři lidé. Byla to jedna z římskoprávních zásad (římský právník Neratius Priscus, Digesta 50, 16, 85, okolo roku 100 n. l.), podle níž bylo také možno veřejně vystupovat či přednášet za účasti nejméně tří osob.
V současnosti je slovní spojení „tres faciunt collegium“ používáno jako rčení, zejména ve smyslu, že „v přítomnosti tří lze už jednat“; dále ve spojitosti s výkladem o zakládání různých obchodních společností a družstev; s hodnocením mínění, zda se dvojice lidí může nebo nemůže vždy dohodnout.